# Les Magilletres

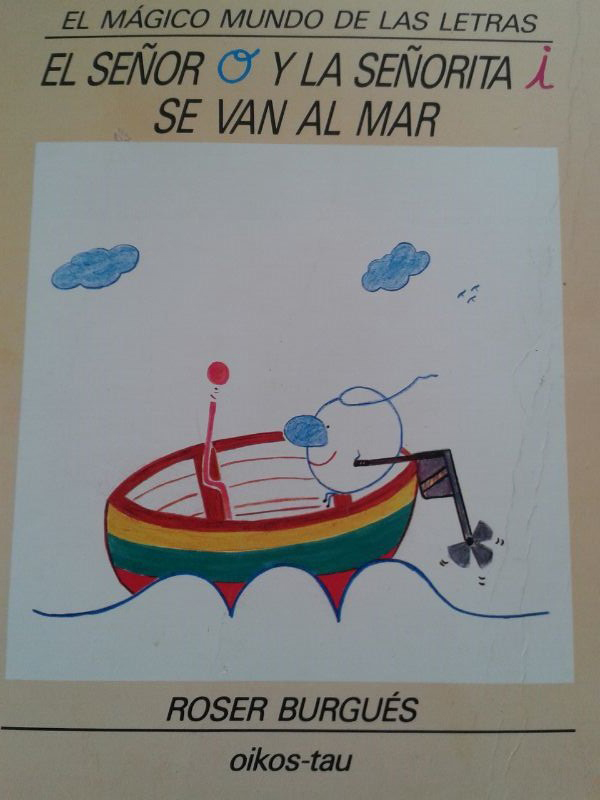
Un dels llibres del "món màgic de les Lletres"

Les Magilletres és una producció catalana de dibuixos animats de 26 episodis de 5 minuts creada per Roser Burgués i co-produïda per l'autora juntament amb Televisió de Catalunya i la productora Cromosoma. És una sèrie destinada a un públic infantil amb la qual es pretén familiaritzar el nen amb totes les lletres de l'abecedari, afavorint així la seva introducció al món de la lectoescriptura.
Les Magilletres neixen després de la publicació, l'any 1988, dels primers llibres de "El món màgic de les Lletres", en els que es representaven les vocals vivint aventures en diversos contes. La sèrie de televisió es va crear l'any 1994 i es va emetre per primera vegada a TV3, i es va començar a emetre en la dècada de 1990 i també ho va fer en televisions d'Andorra, Finlàndia i Japó, Brasil, entre d'altres.
Aquest mètode vol ensenyar la lectoescriptura als nens amb problemes d'aprenentatge com la dislèxia, l'autisme, o altres discapacitats... Mostrant-se, també, efectiu en els nens sense dificultats lectores.